# Масабиров, Таалайбек Айтмаматович
Таалайбек Айтмаматович Масабиров (кирг. Таалайбек Айтмаматович Масабиров, род. 26 июля 1966 в с. Ленин-Жол, Алайский район, Ошская область, Киргизская ССР, СССР) — киргизский политик, депутат Жогорку Кенеш.

## Биография
Окончил Киргизский государственный университет им. 50-летия СССР (1989, специальность — филолог). 
- 1989-1991 тренер по самбо, затем — инспектор-методист в Киргизском республиканском спортивном обществе «Динамо».
- 1991—1992 в органах внутренних дел Кыргызстана.
- 1992—1994 старший инженер службы материально-технического обеспечения в дорожно-строительном управлении г. Каракол.
- 1994—1998 заместитель директора по коммерческим вопросам ОсОО «БН» ЛТД.

Начиная с 1998 года, работал в таможенных органах Кыргызстана: 
- 1998—2005 г. — в железнодорожной инспекции «Северная»: инспектор; с 1999 по 2001 — старший инспектор; с 2001 по 2005 — главный инспектор;
- 2005—2006 начальник Токмокской таможни;
- 2006—2007 начальник железнодорожной таможни «Северная»;
- 2007—2008 начальник Бишкекской таможни;
- 2008—2009 снова начальник железнодорожной таможни «Северная».

В  2007 году окончил Академию управления при Президенте Кыргызской Республики, магистр по специальности «государственное управление»; в 2009 г. окончил Киргизскую государственную юридическую академию при Правительстве Кыргызстана по специальности «юриспруденция». Также окончил Дипломатическую академию Министерства иностранных дел Кыргызстана, специальность «международные отношения».
С 2009 по 2015 год работал в руководстве Государственной таможенной службы Кыргызстана при Правительстве страны: заместитель, в 2009 — 2010 гг. первый заместитель председателя.
На выборах 2015 года в Парламент Кыргызстана — Жогорку Кенеш VI созыва избран депутатом по списку партии «Кыргызстан»
Женат. Четверо детей.

## Спортивная биография
Таалайбек Масарбиев профессионально занимался дзюдо и самбо. Учился у заслуженного тренера Киргизской ССР Кайбылды Касмалиева и заслуженного тренера Кыргызстана Турата Кулубаева. В 1978 году Масарбиев впервые принял во всесоюзных соревнованиях по дзюдо в Брянске, в которых занял третье место. Побеждал на юношеских турнирах по дзюдо в Москве, Никополе. В 1983 году выиграл бронзовые медали на молодёжном чемпионате СССР по дзюдо, проходившем в Минске. В следующем, 1984 году, вновь завоевал бронзовую медаль на всесоюзной спартакиаде школьников в Ташкенте.
После перехода в самбо продолжает добиваться успехов: одержал победу на первенстве ЦС Всесоюзного общества «Спартак», стал бронзовым призёром Кубка СССР, одерживает две победы на чемпионатах Школы высшего спортивного мастерства (г. Москва).
С 1988 по 1991 год входил в состав молодёжной сборной СССР по самбо.
В 1996 году участвовал в боях без правил в абсолютной весовой категории.
С 2006 по 2010 год на четырёх чемпионатах мира среди ветеранов (Париж, Афины, Ташкент, Атланта) выигрывал серебряные и бронзовые медали.
В 2010 и 2012 годах стал победителем чемпионатов мира среди ветеранов, проходивших в Канаде и Нидерландах.
В 2011 году на Всемирных играх сотрудников правоохранительных органов в Нью-Йорке завоевал серебряную медаль.
Таалайбек Масабиров является почётным президентом Федерации дзюдо Кыргызстана.
Масабиров — один из активных сторонников по организации и проведению чемпионатов мира по традиционной конно-спортивной игре кок-бору.

## Награды
Таалайбек Масабиров награждён:
- «Орден «Данакер» (18 декабря 2023 года) — за существенный вклад в развитие социально-экономического, интеллектуального и культурного потенциала Кыргызской Республики, а также за большие достижения в профессиональной деятельности[5]
- «Медаль Данк» (30 августа 2016) — за вклад в развитие исторического и культурного наследия народа Кыргызстана, социально-экономического, интеллектуального и духовного потенциала республики, многолетний плодотворный труд, мужество и отвагу, в честь 25-летия независимости Кыргызской Республики[6][7][8];
- Почётная грамота Кыргызской Республики (28 сентября 2010 года) — за заслуги в развитии физической культуры и спорта республики[9][10];
- Почётная грамота Правительства Кыргызской Республики (2018)[11][12];
- Юбилейная медаль «МПА СНГ. 25 лет» (13 октября 2017 года) — за заслуги в деле развития и укрепления парламентаризма, за вклад в развитие и совершенствование правовых основ функционирования Содружества Независимых Государств, укрепление международных связей и межпарламентского сотрудничества[13][14];
- Юбилейная медаль «МПА СНГ. 25 лет» (12 апреля 2018 года) — за заслуги в деле развития и укрепления парламентаризма, за вклад в развитие и совершенствование правовых основ функционирования Содружества Независимых Государств, укрепление международных связей и межпарламентского сотрудничества[15];
- Нагрудный знак «Отличник физической культуры и спорта Кыргызской Республики» (2017)[16].